# Palomar 6
Palomar 6 – dość luźna gromada kulista znajdująca się w odległości około 18,9 tys. lat świetlnych od Ziemi w kierunku konstelacji Wężownika. Została odkryta w 1952 roku przez George’a Abella.
Gromada Palomar 6 jest w znacznym stopniu ukryta, ponieważ znajduje się w tym samym kierunku, w którym obserwujemy centrum Drogi Mlecznej. Gromada ta znajduje się w odległości 7200 lat świetlnych od jądra Drogi Mlecznej. 
Palomar 6 jest jedną z zaledwie czterech znanych obecnie gromad kulistych, które zawierają mgławice planetarne. Mgławica ta, znana jako JaFu 1, została odkryta przez George’a H. Jacoby’ego i L. Kellara Fulltona dopiero w 1997 roku, ponieważ ukrywa się w pobliżu wielu gwiazd gromady kulistej Palomar 6.